# Лазарев, Иван Гаврилович
Иван Гаврилович Лазарев (7 января 1898, Юхновский уезд, Смоленская губерния — 27 сентября 1979, Москва) — советский военный деятель, Генерал-лейтенант танковых войск (7 июня 1943 года).

## Начальная биография
Иван Гаврилович Лазарев родился в крестьянской семье 7 января 1898 года в деревне Большое Среднее Юхновского уезда Смоленской губернии.
С 1914 года работал токарем на Трубном заводе «Промет» в Петрограде, а в октябре 1917 года вступил в ряды партии левых эсеров (социалистов-революционеров).

## Военная служба

### Гражданская войны
В январе 1918 года вступил в ряды РККА, после чего был направлен на учёбу на 2-е Петроградские советские артиллерийские курсы красных командиров. После выступлений эсеров весной и летом 1918 года Лазарев вышел из партии, после чего вступил в ряды РКП(б).
После окончания курсов в ноябре 1918 года был назначен на должность старшего инструктора в составе Петроградского лёгкого артиллерийского запасного дивизиона и в конце апреля 1919 года с маршевой командой артиллерии был направлен на Восточный фронт, где был назначен на должность командира 1-й лёгкой позиционной батареи (Самарский, затем Пензенский укреплённые районы).
В середине декабря Лазарев был направлен в распоряжение штаба Туркестанского фронта и в январе 1920 года был назначен на должность командира конно-горной батареи в составе 3-го дивизиона (3-я кавалерийская дивизия), в июне — на должность командира конно-горной батареи в составе Заволжской сводной бригады (Заволжский военный округ), после чего участвовал в ходе подавления восстания под руководством А. В. Сапожкова. За отличие Лазарев был награждён серебряными часами от ВЦИК.
В конце сентября был назначен на должность командира батареи (6-я армия, Южный фронт). С ноября 1920 по февраль 1921 года, находясь на должности командира батареи сводного дивизиона Заволжской артиллерийской бригады, принимал участие в ходе боевых действий против вооруженных формирований под командованием Н. И. Махно.

### Межвоенное время
С мая 1921 года Иван Гаврилович Лазарев состоял в распоряжении начальника артиллерии Харьковского военного округа. После окончания Детскосельской Высшей артиллерийской школы командиров батарей и дивизионов с августа 1922 года служил в школе на должностях помощника командира и командира батареи.
В октябре 1924 года был назначен на должность командира батареи в составе артиллерийского полка при артиллерийских курсах усовершенствования командного состава, дислоцированных в Луге, с ноября того же года служил в составе 11-го артиллерийского полка (11-я стрелковая дивизия, 1-й стрелковый корпус) на должностях начальника и комиссара школы младших инструкторов.
После окончания Военной академии имени М. В. Фрунзе в июне 1929 года служил на должностях начальника штаба и временно исполняющего должность командира артиллерийского полка артиллерийских курсов в Луге, в апреле 1930 года был назначен на должность преподавателя в Военно-технической академии РККА, затем — на должность преподавателя в Военной академии механизации и моторизации РККА, а в декабре 1933 года — на должность начальника курса академии.
В июне 1935 года был назначен на должность начальника штаба 16-й механизированной бригады (Витебская армейская группа, Белорусский военный округ), а затем — на должность командира этой же бригады, командуя которой, принимал участие в ходе похода в Западную Белоруссию. В 1939 году был назначен на должность командира 22-й легкотанковой бригады, в декабре 1940 года — на должность заместителя командира 1-го механизированного корпуса (Ленинградский военный округ), а 11 марта 1941 года — на должность командира 10-го механизированного корпуса (Ленинградский военный округ).

### Великая Отечественная война
С началом войны корпус под командованием Лазарева в составе 23-й армии (Северный фронт) выполнял задачи по охране советско-финской границы севернее и северо-восточнее Выборга, а затем был переподчинен Лужской оперативной группе, в составе которой принимал участие в боевых действиях на подступах к Ленинграду в районе Луги.
20 июля корпус был преобразован в управление правого боевого участка Лужской оперативной группы, а Лазарев командовал Нарвской и Слуцко-Колпинской оперативными группами. 1 сентября был назначен на должность командующего 55-й армии (Ленинградский фронт), принимавшей участие в оборонительных боевых действиях на южных подступах Ленинграда, в ходе которых Лазарев был тяжело ранен в бедро и до декабря находился в госпитале. После излечения был назначен на должность заместителя генерал-инспектора Главного автобронетанкового управления.
С мая 1942 года исполнял должность заместителя главкома по бронетанковым войскам Северо-Кавказского направления, 10 июня того же года был назначен на должность командира 2-го танкового корпуса, который участвовал в Воронежско-Ворошиловградской операции.
22 июля Лазарев был назначен на должность командира 11-го танкового корпуса, который принимал участие в ходе Воронежско-Касторненской операции и третьей битве за Харьков, а с февраля по апрель 1943 года — в ходе в Севской операции.
26 мая 1943 года Лазарев был назначен на должность командира 20-го танкового корпуса, после чего принимал участие в ходе Курской битвы, Орловской наступательной операции, а затем в битве за Днепр, Донбасской, Мелитопольской наступательных операциях, Корсунь-Шевченковской и Уманско-Ботошанской наступательных операциях. За отличие в боевых действиях при освобождении городов Шпола и Звенигородка в феврале 1944 года корпусу было присвоено почётное наименование «Звенигородский». В апреле того же года 20-й танковый корпус был выведен в резерв Ставки Верховного Главнокомандования, где находился до конца войны.

### Послевоенная карьера
После окончания войны генерал-лейтенант танковых войск Иван Гаврилович Лазарев продолжил командовать 20-м танковым корпусом, который вскоре был преобразован в 20-ю танковую дивизию.
В конце мая 1946 года был назначен на должность заместителя командующего 8-й механизированной армией (Прикарпатский военный округ), однако в августе 1947 года по состоянию здоровья был назначен на должность начальника кафедры бронетанковых и механизированных войск Военно-политической академии имени В. И. Ленина.
Генерал-лейтенант танковых войск Иван Гаврилович Лазарев в феврале 1958 года вышел в запас.
3 марта 1973 года по инициативе Лазарева был создан Совет ветеранов 20-го танкового Звенигородского корпуса, а сам Лазарев стал первым председателем совета.
Умер Иван Гаврилович Лазарев 27 сентября 1979 года в Москве. Похоронен на Кунцевском кладбище.

## Семья
Женой И. Г. Лазарева была известная певица Александра Васильевна Прокошина (1918—2005), он очень любил её песни, даже говорил в шутку «Санюшенька, я не тебя люблю, я песни твои люблю». Во время войны возил с собой патефон и пластинки с записями песен жены и часто их слушал.
Дочь — Лазарева Наталья Ивановна.
Сын — Лазарев Пётр Иванович.
Сын И. Г. Лазарева Владимир тоже был танкистом, погиб на фронте Великой Отечественной — сгорел в танке. Мать жены и её брат в числе прочих женщин и детей были сожжены заживо в сарае немцами летом 1941 года в деревне Митинка.

## Воинские звания
- Полковник (29.11.1935);
- Комбриг (17.02.1938);
- Генерал-майор танковых войск (04.06.1940);
- Генерал-лейтенант танковых войск (07.06.1943).

## Награды
- Орден Ленина (21.02.1945);
- Четыре ордена Красного Знамени (16.09.1922[2], 24.09.1943, 3.11.1944, 24.06.1948);
- Орден Суворова 2-й степени (27.4.1944);
- Медали.

## Память
- Имя воина увековечено в Главном Храме Вооружённых сил России и на мемориале «Дорога памяти»[3].